# Nhà máy lọc dầu

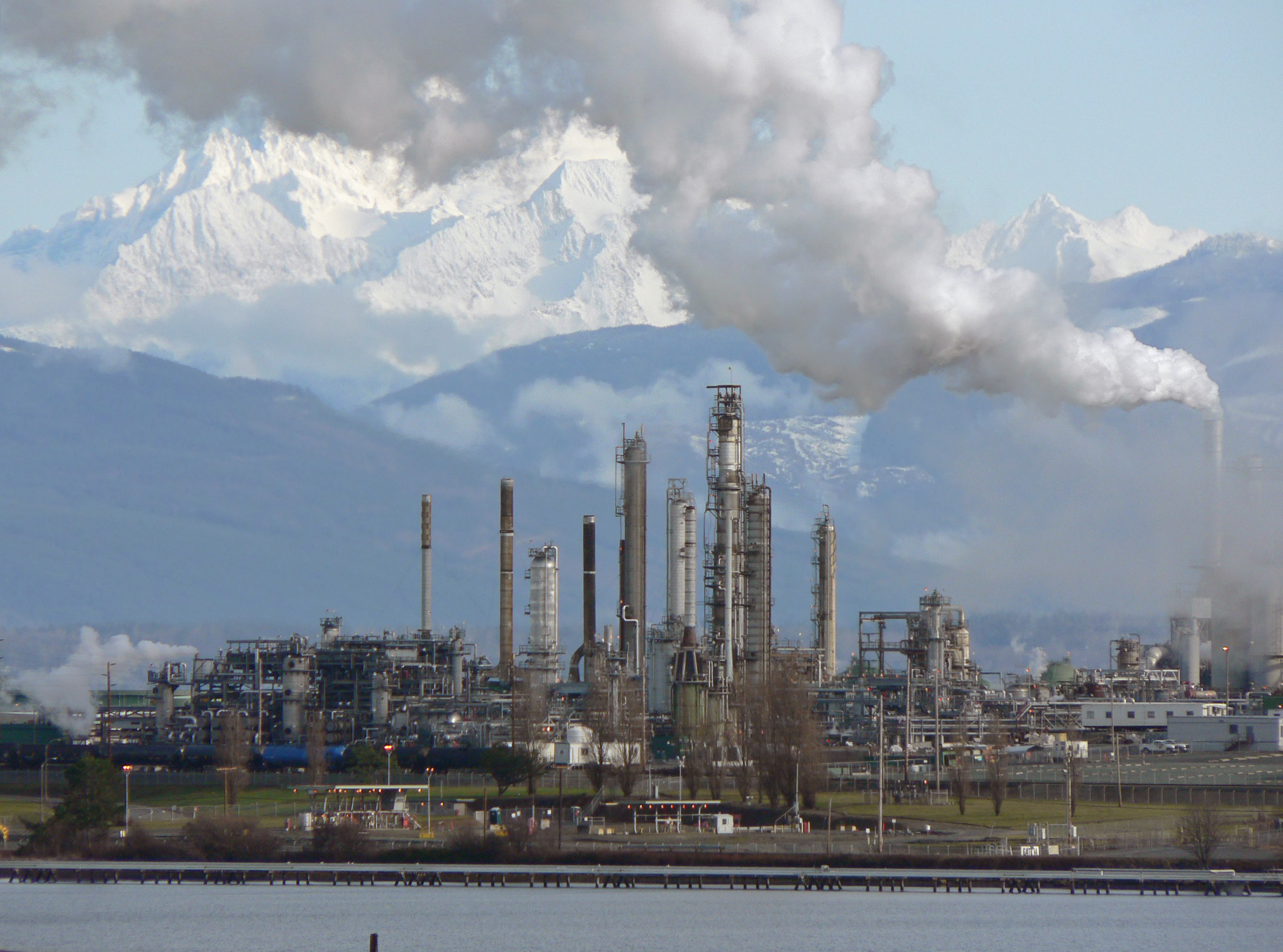
Nhà máy lọc dầu Anacortes (Marathon), ở cuối phía bắc của March March phía đông nam Anacortes, Washington, Hoa Kỳ

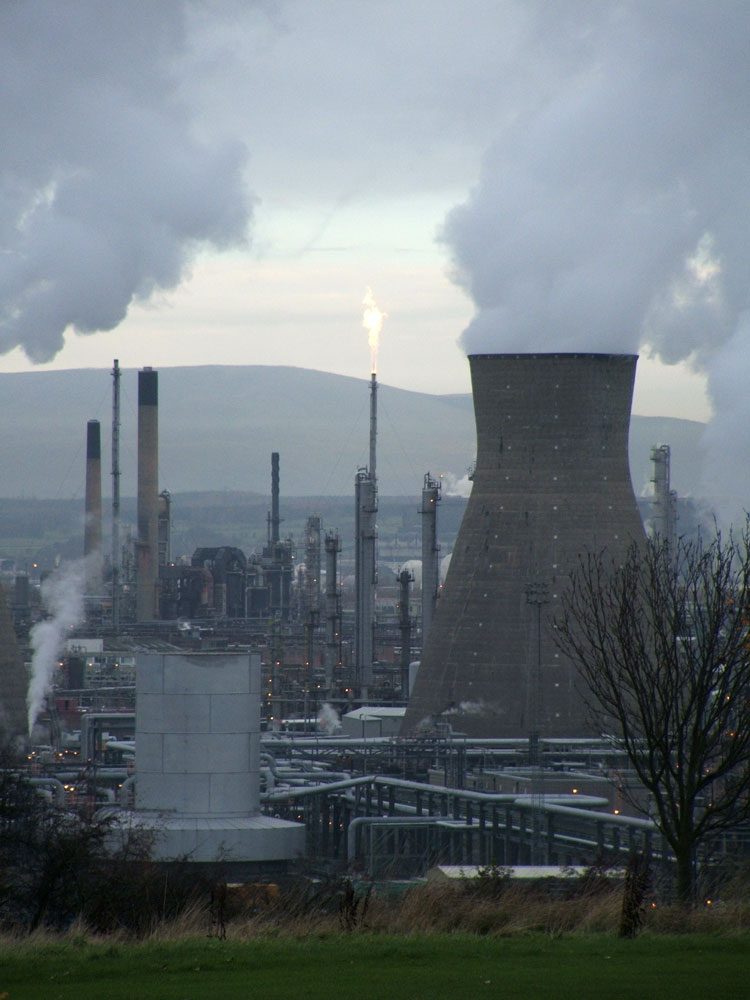
Một nhà máy lọc hóa dầu ở Grangemouth, Scotland.

Nhà máy lọc dầu  là một nhà máy xử lý công nghiệp tại đó dầu thô được chuyển và tinh chế thành các sản phẩm hữu ích hơn như naphtha dầu khí, xăng, dầu diesel, cơ sở nhựa đường, dầu nóng, dầu hỏa, khí dầu mỏ hóa lỏng, nhiên liệu máy bay phản lực và dầu nhiên liệu. Hóa chất dự trữ như ethylene và propylene cũng có thể được sản xuất trực tiếp bằng cách cracking dầu thô mà không cần sử dụng các sản phẩm tinh chế của dầu thô như naphta.
Các nhà máy lọc dầu thường là các khu công nghiệp rộng lớn, trải dài với các đường ống rộng khắp chạy qua, mang theo các dòng chất lỏng giữa các đơn vị xử lý hóa chất lớn, chẳng hạn như cột chưng cất. Theo nhiều cách, các nhà máy lọc dầu sử dụng phần lớn công nghệ và có thể được coi là các loại nhà máy hóa chất.
Nguyên liệu dầu thô thường được xử lý bởi một nhà máy sản xuất dầu. Thường có một kho chứa dầu tại hoặc gần một nhà máy lọc dầu để lưu trữ nguyên liệu dầu thô đến cũng như các sản phẩm lỏng số lượng lớn.
Các nhà máy lọc dầu là các cụm công nghiệp rất lớn, bao gồm nhiều đơn vị xử lý và các cơ sở phụ trợ khác nhau như các đơn vị tiện ích và bể chứa. Mỗi nhà máy lọc dầu có sự sắp xếp và kết hợp độc đáo của các quy trình tinh chế phần lớn được xác định bởi vị trí nhà máy lọc, các sản phẩm mong muốn và các cân nhắc kinh tế.